# Protocolo Urrutia
El Protocolo Urrutia fue un documento oficial firmado el 26 de marzo de 1858 en la Casa de Gobierno de Venezuela, ubicada en la ciudad de Caracas. Fue firmado por el Secretario de Relaciones Exteriores de Venezuela Wenceslao Urrutia (de quien fue tomado el apellido para nombrar el documento) y los representantes diplomáticos ante el gobierno venezolano del Reino Unido, de Francia, Estados Unidos, Brasil, los Países Bajos y España, fue firmado con el fin de acordar medidas para la salida pacífica del país del presidente derrocado José Tadeo Monagas, quien se encontraba asilado en la Legación de Francia y solicitaba ser exiliado, pero temía por su vida. La firma del documento significó el comienzo de graves conflictos diplomáticos entre los países firmantes, sobre todo entre Francia, el Reino Unido y Venezuela. El conflicto generado con la firma de ese acuerdo también se conoce como "Protocolo Urrutia". El ex presidente Monagas obtuvo el salvoconducto para salir del país el día 31 de agosto de 1858, concluyendo así este complejo y agravado conflicto.

## Derrocamiento de José Tadeo Monagas

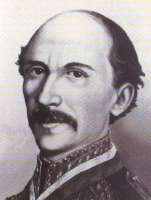
Julián Castro, quien derrocó a Monagas.

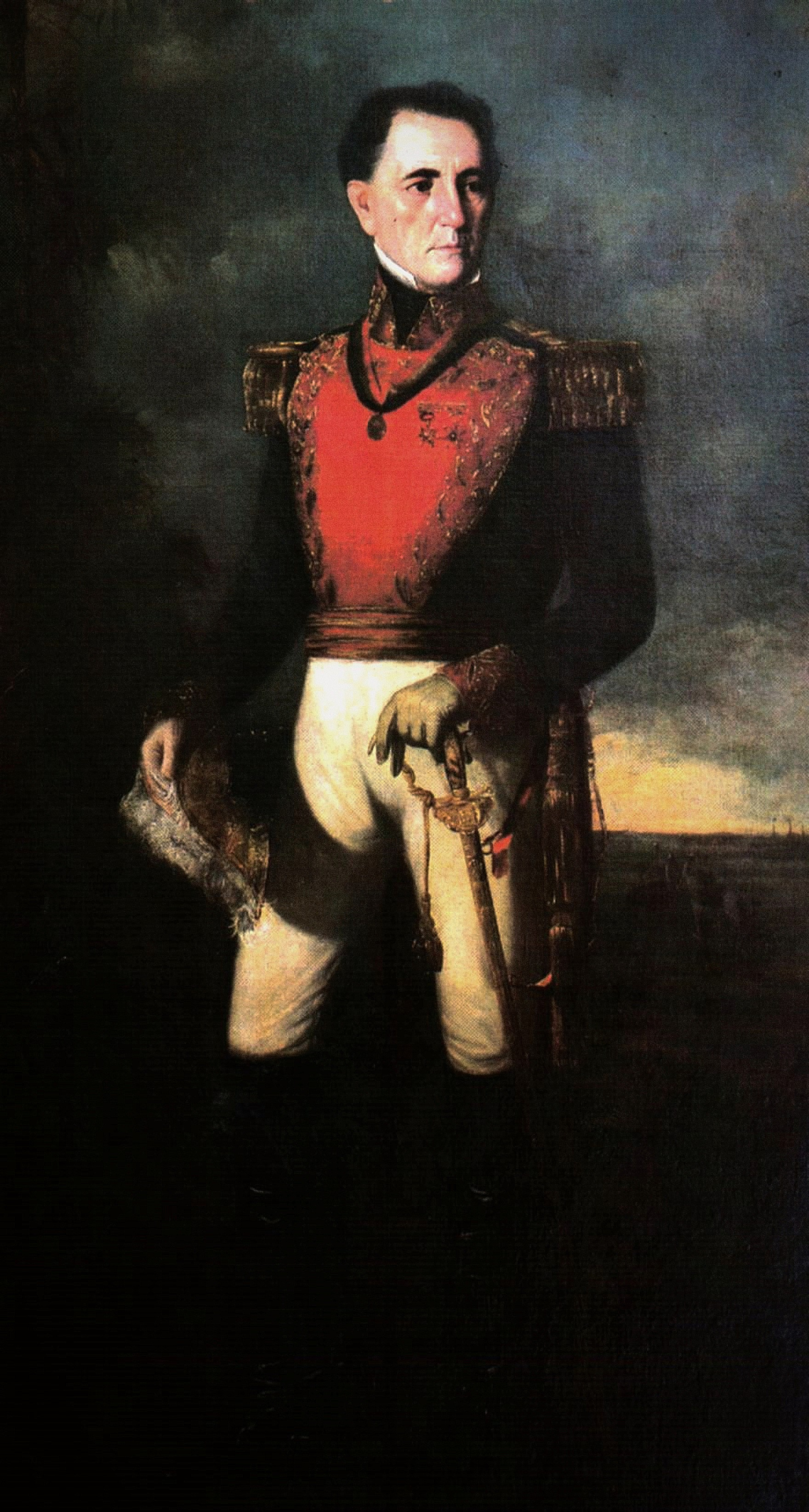
José Tadeo Monagas temía por su vida, razón por la que surgió el acuerdo y firma del Protocolo Urrutia.

En marzo de 1858 se constituyó la primera rebelión armada que logró derrocar un gobierno en Venezuela, fue organizada y dirigida por uno de los hombres de confianza del presidente José Tadeo Monagas, el General Julián Castro Contreras, quien entonces fungía como gobernador de la provincia de Carabobo. Esta alzamiento es conocido como la Revolución de Marzo, y surgió como resultado de los abusos políticos cometidos durante el Monagato, ya que existía nepotismo, despotismo, corrupción, entre otros vicios que habían generado una mala situación económica, política y social en el país.
El general Julián Castro Contreras se pronunció en contra del gobierno de Monagas, a través de una proclama el 1 de marzo de 1858, reunió un ejército de 5.000 hombres y marchó hacia Caracas con el objeto de derrocar al gobierno, en el camino el ejército fue creciendo en cantidad y en calidad, llegando a unirse a dicho ejército oficiales y soldados del ejército de la república. Cuando los rebeldes llegaron a Caracas, el presidente Monagas solicitó el apoyo del Congreso Nacional, quien le dio un rotundo "No", hecho que motivó que José Tadeo Monagas renunciara el 15 de marzo y solicitara asilo en la Legación Francesa. Pedro Gual fue nombrado presidente provisional, cargo que ejerció durante días, del 15 al 18 de marzo. Julián Castro Contreras sería nombrado presidente por la Convención de Valencia, y Valencia fue nombrada Capital del Estado de Venezuela, la Revolución de Marzo desapareció apenas Monagas renunció, pues ese era su único objetivo. El gobierno de Castro quedó conformado por liberales y mayoría de conservadores. Nombró a Manuel Felipe de Tovar como Secretario de Interior y Justicia, a Fermín Toro como Secretario de Hacienda, a Wenceslao Urrutia como Secretario de Relaciones Exteriores, y a Ramón Soto como Secretario de Guerra y Marina.

## Durante el asilo en la Legación Francesa
Una vez instaurado el gobierno de la Convención Nacional de Valencia, luego del júbilo y las celebraciones, comenzaron a producirse en Caracas una serie de manifestaciones y disturbios populares, solicitando cárcel y pena de muerte para José Tadeo Monagas, quien seguía asilado en la Legación Francesa. También se asilaron en dicha legación, Jacinto Gutiérrez, exsecretario de Hacienda, y Juan Giuseppi, yerno de Monagas, pero después de las manifestaciones populares, ambos prefirieron abandonar la legación francesa y entregarse a las autoridades. Julián Castro temiendo que se agudizara la crisis, y en virtud que ya no contaba con el apoyo de muchos que le apoyaron para derrocar a Monagas, solicitó al gobierno francés que Monagas se pusiera a la orden del mismo. En virtud de esto, José Tadeo Monagas exigió una serie de medidas y condiciones para salir de la sede de la Legación Francesa, por lo que el entonces Secretario de Relaciones Exteriores de Venezuela nombrado por Castro, Wenceslao Urrutia, convocó una conferencia con los señores Carlos Eames, Ministro Residente de los Estados Unidos; Ricardo Bingham, Encargado de Negocios del el Reino Unido de la Gran Bretaña; Leoncio Levraud, Encargado de Negocios del Imperio Francés; Felipe José Pereira Leal, Encargado de Negocios del Imperio del Brasil; José H. García de Quevedo, Encargado de Negocios de España y Parma, y Pedro Van Rees, Comisario Especial de S. M. el Rey de los Países Bajos. Una vez escuchadas las exigencias de Monagas, y llegado un acuerdo con los diplomáticos extranjeros, Wenceslao Urrutia procedió a firmar el Protocolo o documento resultante, en el cual se establecían una serie de condiciones bajo las cuales Monagas, cumpliría con arresto domiciliario y luego sería exiliado al país de su preferencia.

## El Protocolo
El Protocoló arrojó los siguientes resultados:

1.-El general Monagas se pondrá, por escrito, a disposición del gobierno, protestando al mismo tiempo no tomar parte en ningún plan que se oponga a la mira de la revolución: este escrito será trasmitido por el señor Encargado de Negocios de Francia al Gobierno de la República, cuyos miembros todos empeñan su palabra de que no será el general Monagas sometido a juicio, ni en manera alguna vejado, sino que antes bien se le tratará con todo decoro y miramiento.
2.-El gobernador de la provincia le acompañará a una casa particular, pudiendo también acompañarle el señor ministro francés o cualquiera otro miembro del Cuerpo Diplomático que lo desee.
3.-Habrá una guardia en la puerta con el fin de evitar todo vejamen, y dentro de la casa dos personas respetables, comisionadas por el gobierno para cuidar de que el general Monagas sea bien tratado, e impedir todo desmán o insulto contra su persona.
4.-Podrán vivir en compañía de dicho señor general, su esposa y su hijo doctor don José Tadeo, y entrar y salir cuanto les plazca, sus hijas, los miembros del Cuerpo Diplomático y todas aquellas personas que no inspiren al gobierno ningún recelo.
5.-El gobierno responde de la seguridad del general durante el tiempo que permanezca en esta habitación: el señor Urrutia no puede fijar cuántos días durará esta detención, ni cree que es decoroso para el gobierno fijar su término, pero empeña su palabra, a nombre suyo y de todo el Gabinete, que será muy corta; prometiendo, además, de hacer todos los esfuerzos posibles para abreviarla. También afirma el señor Urrutia que cualquiera sugestión o insinuación del Cuerpo Diplomático, encaminadas a abreviar la permanencia del general Monagas en el país, serán acogidas con la más alta consideración por el actual Jefe del Estado.
6.-Expirado el plazo, no fijo, pero sí muy corto, se dará al general Monagas pasaporte y un salvoconducto para trasladarse con su familia al punto del extranjero que elija, mientras que el nuevo gobierno lo estime necesario a la tranquilidad del país.'
7.-El gobierno garantiza su seguridad hasta que salga del territorio nacional.
8.-El Cuerpo Diplomático, individual y colectivamente empeña su palabra de hacer todos los esfuerzos que quepan en la esfera de su acción moral sobre el general Monagas, para que las promesas hechas por éste al gobierno provisional de la República en su carta de sumisión sean efectivas.

## Inicio del conflicto
El expresidente Monagas fue trasladado a una casa particular bajo la custodia de una guardia especial. Sin embargo, tal cual lo establecía el Protocolo Urrutia, no se especificó el tiempo que duraría la detención, aunque sí estaba establecido que sería corta y que luego Monagas recibiría el salvoconducto para exiliarse al país que eligiera, siempre y cuando el Gobierno lo estimara necesario para mantener la estabilidad y la paz del país.
Las manifestaciones cesaron, volviendo el clima de calma a la nación venezolana. Sin embargo los miembros del Partido Conservador, que formaban parte del gobierno de Castro, exigían que no se reconociera el protocolo, asimismo exigían que Wenceslao Urrutia fuera retirado de las negociaciones, ya que se había excedido en el uso de sus funciones. También idearon un plan para retrasar lo más que se pudiera el exilio de José Tadeo Monagas.

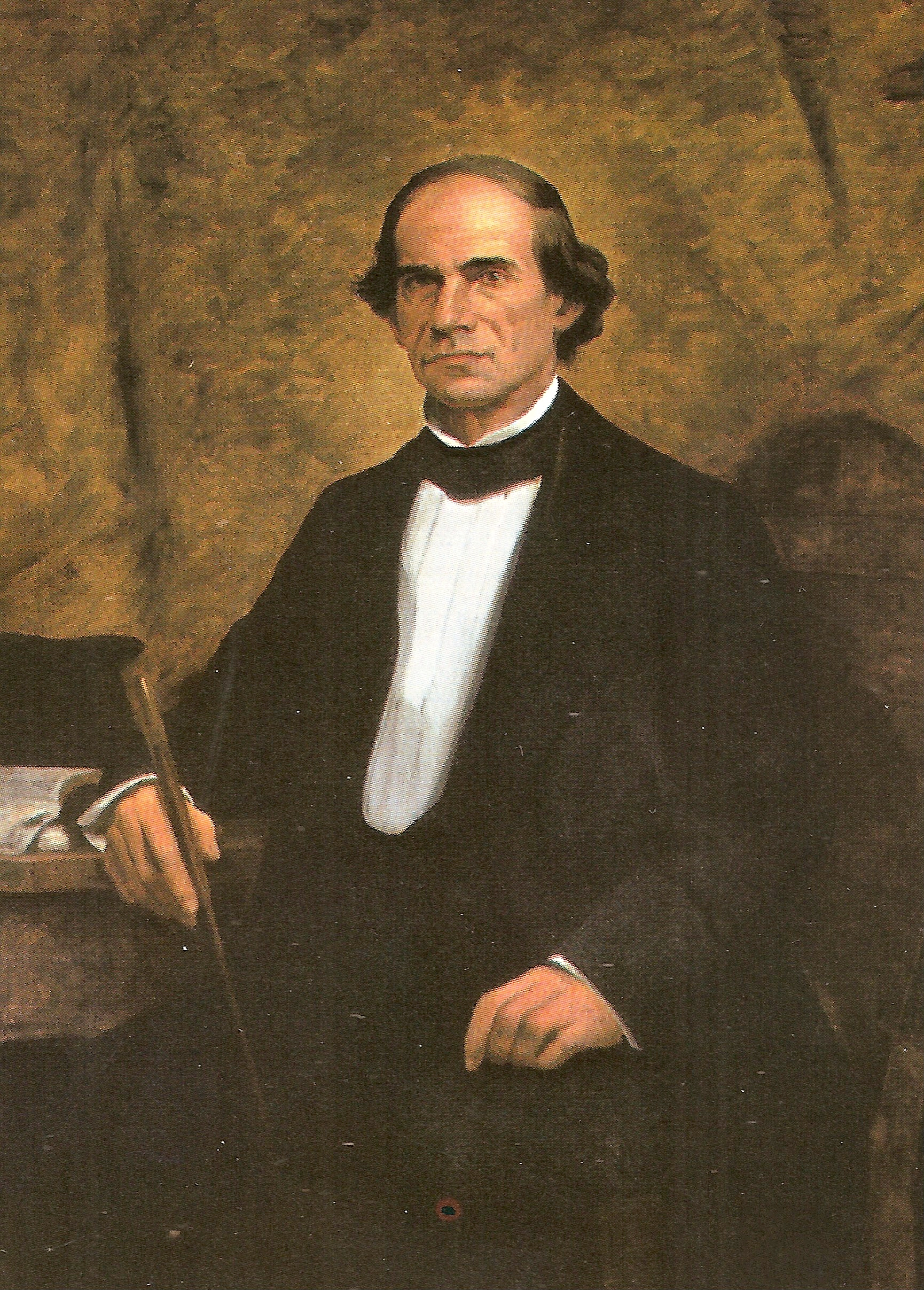
Fermín Toro fue uno de los encargados de resolver el conflicto

Fermín Toro y Manuel Felipe de Tovar, fueron los encargados de sustituir a Urrutia en las negociaciones, al revisar el contenido del “Protocolo Urrutia”, en cuya discusión y redacción no habían participado, quedaron indignados por los términos del documento, que representaba una flagrancia en cuanto a la violación de la soberanía de Venezuela, por lo que decidieron renunciar a sus respectivos cargos, para no lidiar ante tal hecho. Urrutia decidió renunciar a su cargo, renuncia que fue aceptada, mientras que las de Fermín Toro y Manuel Felipe de Tovar,  fueron rechazadas. Una vez que Urrutia renunció, fue reemplazado por Mauricio Berrisbeitia, quien junto a Fermín Toro empezaron a realizar un gran trabajo diplomático y de persuasión, para convencer a los diputados de la Convención Nacional de Valencia de aceptar el Protocolo, para así evitar el bloqueo militar.
En virtud del retraso en el cumplimiento del protocolo, Ricardo Bingham y Leoncio Levraud, solicitaron la llegada a las costas venezolanas, de dos buques de guerra, uno francés y otro británico como método de persuasión. Pocos días después, Bingham y Lévraud enviaron otra amenazadora comunicación, manifestando que esperaban una rápida y amistosa solución al conflicto antes de la llegada a La Guaira de las escuadras de sus países, las cuales atracaron en la ciudad de La Guaira el 5 de mayo. Los comandantes de dichos buques, entablaron comunicación con el gobierno de Venezuela y solicitaron que se cumpliera el protocolo a fin fe evitar males mayores.
El día 9 de julio los Encargados de Negocios de Gran Bretaña y Francia suspendieron de forma inesperada las relaciones diplomáticas con Venezuela y exigieron la libertad inmediata de José Tadeo Monagas, Jacinto Gutiérrez y Juan Giuseppi, bajo la amenaza de adoptar medidas más drásticas aún si no se solucionaba el conflicto. Asimismo, los buques de guerra, establecieron un bloqueo económico a Venezuela. A partir de este momento las delegaciones de Brasil, Estados Unidos, Países Bajos y España se retiraron de forma activa del conflicto.
Por tal motivo, Fermín Toro se comunicó con ellos y les hizo saber que el protocolo no se había irrespetado y que por lo tanto no era necesario agudizar el conflicto. La liberación de Jacinto Gutiérrez y Giuseppi no estaba contemplada en el “Protocolo Urrutia”, y por tal motivo no formaba parte de ningún compromiso diplomático. José Tadeo Monagas, ya había sido trasladado desde la legación francesa a una casa particular, según lo acordado en el convenio. Sin embargo, con respecto a su salida del país no se había especificado el tiempo exacto para aprobar su salida, pero ello no justificaba de ninguna manera la conducta agresiva de los representantes extranjeros.
El 30 de julio Mauricio Berrisbeitia, reemplazante de Urrutia, se dirigió desde Valencia a los Encargados de Negocios de Gran Bretaña y Francia, notificándoles que las rápidas e injustas acciones que habían tomado, entorpecieron la posibilidad de llegar a un acuerdo justo, además de constituir un grave hecho de injerencia e intromisión en los asuntos de Venezuela, violando así su soberanía. En relación con Jacinto Gutiérrez y Juan Giuseppi, informó que ambos acusados debían responder ante la justicia venezolana, alegando además que el Poder Ejecutivo no tenía ningún tipo de competencia por sobre el Poder Judicial, ya que eran poderes autónomos e independientes. A pesar de las amenazas, el gobierno venezolano trató de mantenerse lo más firme posible en cuanto a resguardo de su soberanía e independencia, en contra de las inicuas agresiones imperiales, injustificadas e injustas.
El 30 de julio, el Secretario de Relaciones Exteriores envió una carta a los representantes de España, Estados Unidos, Brasil y los Países Bajos, aclarando que no existía justificación alguna para la intervención anglofrancesa en el asunto, y mucho menos que solicitaran nuevas y absurdas demandas acompañadas de amenazas a las ya injustas peticiones. A pesar de todo, el gobierno venezolano, como un acto de buena voluntad diplomática propuso que el inconveniente fuera sometido a un laudo arbitral, con la participación de potencias neutrales.
La respuesta de Bingham y Lévraud no tardó y el 4 de agosto ambos enviaron una nota al Ministro de Relaciones Exteriores manifestando su desacuerdo con la propuesta. Por el contrario, insistieron de forma más radical en las demandas presentadas el 9 de julio, incluso dando al gobierno un plazo de 24 horas para que satisficieran sus reclamaciones.
Mientras se desarrollaba el conflicto, el asunto era discutido en sesión por los miembros de la Convención Nacional de Valencia. Algunos diputados liberales presentaron un proyecto solicitando que se aprobara la salida del país de los hermanos Monagas y que se dictara una amnistía o indulto para los acusados, sin embargo la propuesta fue rechazada por la Convención el 12 de julio. El día 15 de julio se conoció la noticia del fallecimiento del expresidente José Gregorio Monagas en el Castillo de Maracaibo, hecho que agudizó aún más el conflicto. Cabe destacar que la actitud oficial del Reino Unido, era distinta, ya que a través del ministro Lord Palmerston se observó una posición más accesible y conciliadora, a diferencia de la cuestionada conducta de Bingham.
Julián Castro Contreras, había solicitado a la Convención Nacional de Valencia que le otorgara el poder necesario para solucionar el conflicto, por lo que la convención decidió durante su sesión del 5 de agosto autorizar al jefe de Estado para que diera la orden de liberar al General Monagas, pero con la condición irrestricta e innegociable, de que primero debían ser retirados de los puertos venezolanos los buques de guerra ingleses y franceses.
Ante la gravedad del conflicto, Mauricio Berrisbeitia se dirigió a los Encargados de Negocios de Gran Bretaña y Francia, manifestándoles que el acuerdo del 26 de marzo no tenías absolutamente nada que ver con los casos de Jacinto Gutiérrez y Juan Giuseppi, por lo tanto ninguno de los dos serían puestos en libertad, sino en caso de que fueran juzgados y hallados inocentes. Por lo tanto, Jacinto Gutiérrez debía ser juzgado por irregularidades en la administración de su despacho, mientras que Giuseppi sería enjuiciado por el uso indebido y malversación del tesoro público. En cuanto a la salida del país de Monagas, el titular de la cartera de Relaciones Exteriores informó acerca de la decisión adoptada por la Convención para cumplir lo acordado el 26 de marzo, siempre y cuando se hubieran retirado de los puertos los buques de guerra de ambas naciones, ya que tal medida no se haría efectiva bajo la amenaza del uso de la fuerza. La respuesta del funcionario venezolano no fue del agrado de Bingham y Lévraud, quienes el 11 de agosto se trasladaron a La Guaira, donde se encontraban los barcos pertenecientes a las escuadras británica y francesa. En ese momento comenzaron las hostilidades y provocaciones, arrojando como resultado la aprehensión de cuatro goletas y un bergantín venezolanos.
Luego de haberse iniciado el bloqueo extranjero contra Venezuela, una serie de comerciantes británicos, reconocidos en Venezuela se reunieron para manifestarse respecto a la situación. El acto fue presidido por Thomas Nevett y Thomas Mawdsley, manifestando su total rechazo a las medidas hostiles de la parte británica, solicitando entonces a Gran Bretaña que se limitara a negociar con Venezuela en el marco de su cuerpo jurídico.

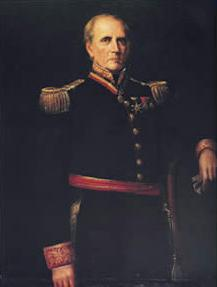
Carlos Soublette tuvo una corta pero muy acertada intervención en el conflicto

Cabe destacar la inclusión de Carlos Soublette, al conflicto, quien para ese momento había sido nombrado Jefe de Operaciones de la provincia de Caracas, pero que tenía grandes dotes de diplomático. La participación de Soublette le dio otro tinte a las negociaciones. El conflicto fue solucionado finalmente el 27 de agosto a través de un convenio firmado por Mauricio Berrisbeitia, Carlos Soublette, y Federico Orme, funcionario diplomático asignado al caso por el Reino Unido. En el convenio se estipulaba el cumplimiento del “Protocolo Urrutia” en lo concerniente a José Tadeo Monagas. Mientras que Jacinto Gutiérrez sería recluido, pero trasladado a la sede de la Legación de Francia, hasta que fuera llamado a juicio. En el caso de Juan Giuseppi, este iría juicio, y dependiendo de la sentencia sería liberado. Asimismo las hostilidades terminarían, por lo que, las fuerzas navales serían retiradas de las costas venezolanas inmediatamente y se restablecerían las buenas relaciones entre las tres Naciones.

## Consecuencias
Monagas obtuvo el salvoconducto para salir del país el día 31 de agosto, concluyendo así este complejo y agravado conflicto. A los pocos meses Jacinto Gutiérrez fue exiliado a Francia, mientras que Giuseppi fue juzgado y hecho preso, siendo liberado en marzo de 1859, ya que continuaron las presiones del Encargado de Negocios de Gran Bretaña. Las consecuencias del bloqueo fueron sumamente negativas para el comercio venezolano, ya que quedaron paralizadas las transacciones mercantiles en La Guaira y Puerto Cabello, generando grandes pérdidas a la economía nacional.
Wenceslao Urrutia en 1859, quien además se había declarado a favor de la Revolución Federal, fue acusado y declarado culpable de los delitos de conspiración y sublevación, por lo que fue penado con cárcel y fue trasladado al islote de Bajo Seco, que se conoció como el primer campo de concentración de Venezuela.
Durante el desarrollo del conflicto, y como consecuencia del inicio de este, se empezó a gestar la organización de un movimiento conocido como Revolución Federal, movimiento de corte liberal el cual fue incluso financiado en parte por algunas de las potencias inmersas en el conflicto. El derrocamiento y exilio de José Tadeo Monagas, así como la situación económica y política en la cual cayó Venezuela con la llegada de Julián Castro Contreras concretaron el surgimiento de la Revolución Federal y fueron las principales causas del inicio de la Guerra Federal.

## Controversias
Las potencias que defendían a José Tadeo Monagas, todas habían tenido conflictos anteriores con él. Entre estos destacan: el conflicto en 1849 por pago de indemnizaciones a comerciantes británicos "afectados" por la Ley de Espera, el evento de ataques a comerciantes judíos de Coro en 1855, y el de la Isla de Aves en 1856 cuando hubo un intento de invasión por parte de los Países Bajos.
Giuseppi, el yerno de Monagas tenía estrechas vinculaciones económicas con los ingleses, se dice incluso que eran testaferros del mismo, y por otra parte que tenían fortunas mal habidas guardadas en la Legación de Francia, lo mismo se decía del exsecretario de Hacienda Jacinto Gutiérrez. Giussepi también tenía grandes fortunas en bancos ingleses, y negocios con sedes en el Reino Unido. Además de todo esto, existían una serie de contratos, letras, órdenes de pago y convenios fraudulentos, así como negocios en las aduanas con sus testaferros.
Otro hecho controvertido, fue que el Reino Unido y Francia solicitaban la liberación de Giussepi y Gutiérrez cuando a diferencia de Monagas, no eran solicitados por crímenes políticos, si no por malversación, negocios privados ilícitos y crímenes cometidos al tesoro nacional venezolano.
Sin duda alguno este ha sido uno de los casos de mayor injerencia en la historia de Venezuela, que siendo una república relativamente recién fundada, vio amenazada su integridad, su soberanía y su independencia por amenazas, provocaciones y ataques por parte de algunas de las más poderosas potencias de la historia universal a nivel económico y militar.